# Funeral (álbum)
Funeral es el primer álbum de estudio del grupo musical canadiense de indie rock Arcade Fire. El álbum fue lanzado el 14 de septiembre de 2004, por medio de la compañía discográfica Merge Records.
El álbum recibe este título a raíz de la gran cantidad de fallecimientos que hubo entre familiares de los componentes del grupo durante su grabación: la abuela de Régine Chassagne murió en junio de 2003, el abuelo de Win y William Butler (el músico de swing Alvino Rey) en febrero de 2004, y la tía de Richard Parry en abril de 2004.
El álbum fue listado en el puesto 500 de los 500 mejores álbumes de todos los tiempos de la Revista Rolling Stone, en la segunda reedición de 2020.

## Historia

### Grabación
Las grabaciones preliminares para el Funeral se realizaron durante alrededor de una semana en agosto de 2003 en el Hotel2Tango en Montreal, Quebec. La grabación se completó durante el invierno de 2004.

### Publicación y consecuencias
El álbum fue muy bien recibido por un amplio sector de la crítica y obtuvo una nominación a un Premio Grammy en 2005 por el mejor álbum de música alternativa. Además se ubicó en la octava posición del libro de Bob Mersereau publicado el año 2007, The Top 100 Canadian Albums.

## Álbum
La mayor parte de Funeral trata sobre la muerte, haciéndolo más bien de una forma optimista que de un modo lóbrego, oscuro o depresivo, y la enfermedad, además de abordar otros temas como el fin de la infancia y la inminente llegada de la madurez. El álbum es fuertemente instrumental y orquestal, con un uso prominente de instrumentos de cuerda en todo momento.

## Lista de canciones
Todas las canciones fueron escritas por Arcade Fire.
| N.º   | Título                        | Duración |  |
| 1.    | «Neighborhood #1 (Tunnels)»   | 4:48     |  |
| 2.    | «Neighborhood #2 (Laïka)»     | 3:32     |  |
| 3.    | «Une Année Sans Lumière»      | 3:40     |  |
| 4.    | «Neighborhood #3 (Power Out)» | 5:12     |  |
| 5.    | «Neighborhood #4 (7 Kettles)» | 4:49     |  |
| 6.    | «Crown of Love»               | 4:42     |  |
| 7.    | «Wake Up»                     | 5:35     |  |
| 8.    | «Haiti»                       | 4:07     |  |
| 9.    | «Rebellion (Lies)»            | 5:10     |  |
| 10.   | «In the Backseat»             | 6:20     |  |
| 48:12 |                               |          |  |

| Disco adicional edición japonesa |                                                                        |          |  |
| N.º                              | Título                                                                 | Duración |  |
| 1.                               | «My Buddy» (Alvino Rey Orchestra)                                      |          |  |
| 2.                               | «Neighbourhood #3 (Power Out)» (August Session)                        |          |  |
| 3.                               | «Brazil"»                                                              |          |  |
| 4.                               | «Neighbourhood #3 (Power Out)» (Live at the Great American Music Hall) |          |  |

## Créditos
- Sarah Neufeld – violín
- Owen Pallett – violín
- Michael Olsen – violonchelo
- Pietro Amato – trompa
- Anita Fust – arpa
- Sophie Trudeau – violín en "Wake Up"
- Jessica Moss – violín en "Wake Up"
- Gen Heistek – viola en "Wake Up"
- Arlen Thompson – batería en "Wake Up"

## Premios
- #35 – Amazon.com's Top 100 Editors' Picks of 2004
- #1 – Pitchfork: Top 50 Albums of 2004
- #45 – Pitchfork: Top 100 Albums of 2000-2004
- #6 – Village Voice's 2004 Pazz & Jop Critics Poll: Top Albums of 2004
- #11 – Stylus: Top 50 Albums of 2000-2005 Archivado el 8 de febrero de 2010 en Wayback Machine.
- #10 - Stylus: Top 40 Albums of 2004 Archivado el 23 de febrero de 2008 en Wayback Machine.
- #1 – Rate Your Music: Top 100 Albums of 2004
- #9 – Rate Your Music: Top 100 Albums of 2000-2008
- #8 – Planet Sound's 2005 Albums of the Year
- #2 – NME's 2005 Albums of the Year
- - Unranked list, The Ticket's best album of 2004
- #1 - Uncut's #1 Album of the Year
- #6 - Blender Magazine: 100 Greatest Indie-Rock Albums Ever